# Eduardo Farrell
José Luis Farrell Juliá (Buenos Aires, 21 de septiembre de 1920 - ibídem, 21 de junio de 1997) fue un popular cantante argentino de boleros y música melódica.

## Carrera
Eduardo Farrell fue un reconocido cantante de boleros que brilló notablemente durante la década de 1950, junto con otros de la talla de Fernando Torres, Leo Marini, Raúl Carrel y Elena Torres. También paseó sus canciones por casi toda América, logrando un importante éxito en México, Venezuela, Perú, Cuba, Puerto Rico, Jamaica, Trinidad y Tobago, Martinica, y los Estados Unidos, donde grabó una versión en inglés de El Choclo. Además estuvo en Colombia con la orquesta del argentino Chano Scotty y la esposa de este, la vedette Lydia Scotty.
En Argentina cantó junto a  Roberto Yanés en Canal 9. Debido a sus grandes habilidades vocales tenía una gran facilidad para cantar cualquier género
A finales de 1940 cuando tenía 20 años recibió su título de técnico químico, y trabajó dos años en su profesión, dedicándose luego al canto.  Comenzó cantando con la orquesta del pianista Héctor Cerávolo. En 1943 realiza su primera grabación con la orquesta de René Cóspito: Queja Caribe y Al Compás del Ritmo.
En 1945 se integró a la orquesta de Eduardo Armani donde interpretaba el tema Vidita, que abandonó junto con el pianista Dante Amicarelli para formar la orquesta Amicarelli - Farrell, de gran calidad musical pero un fracaso comercial.
En 1946, Farrel organizó su propia orquesta con la que se estuvo presentando en el "Embassy", alternando con la orquesta de Efraín Orozco. 
Su carrera solista se inició en 1949, siendo acompañado por las orquestas de Don Américo, Víctor Lister, Claudio Forbac, Héctor Lagna Fietta y Francisco Marafioti.
Presenta su talento como artista exclusivo por Radio Belgrano y Radio Splendid. En Radio Bariloche se lució junto al pianista Hascha Rain.
En 1956 realizó una exitosa temporada en el Gran Rex con el grupo Los Cuatro Amigos. Luego, ya en la década del '60, se desempeñó director y Jefe de Cruceros de la Compañía Ibarra, empresa española, organizando los espectáculos de los barcos, también cantaba en los mismos. 
La mayoría de sus temas fueron presentados bajo las discografías Odeón y  Music Hall. Con  el Disco de pasta 78rpm Odeon 32406, presentaba del lado A el bolero Quisiera ser tu canción y del lado B  Hablemos claramente. Luego con el disco de pasta 78rpm Odeon 70227, saca del lado 1 el tema La noche es nuestra y del lado 1 Besar.

## Televisión
- 1952: Tropicana Club, donde pasaron figuras como Osvaldo Miranda, Juan Carlos Thorry, Analía Gadé, Tania, Alejandro Maximino, Amelita Vargas, Jovita Luna, Bobby Capó, Teddy Reno, Marcos Caplán, Beba Bidart, Fidel Pintos y Don Pelele.
- 1952: Rumba rica, escrita por Miguel de Calasanz y dirigida por Gerardo Noizeaux, junto con Eva Flores, Miguel Mileo, Héctor Calcaño y Miguel Ligero.
- 1956/1957: La comedia musical
- 1960:The Ed Sullivan Show.

## Temas
- Nada más
- Quiéreme mucho
- Quisiera ser tu canción
- Dos almas
- Hablemos claramente
- La noche es nuestra
- Besar
- Reloj
- El Choclo
- Pasito
- Mariquilla Bonita, de J. Luis Martínez.[6]
- Toda una vida
- Nosotros
- Eclipse
- Mi carta
- Puente de Piedra
- Siete notas de amor
- Hoja seca, de Roque Carbajo.[7]
- Czardas, donde combina el canto con el silbido.

## Teatro
La Nostalgia está de moda, donde cantó junto a Armando Manzanero, Pedro Vargas, Siro San Román y Edit Scandro, entre otras figuras.

## Último años y fallecimiento
En sus últimos 10 años la enfermedad le impidió presentarse en nuevos shows. El cantante prefirió recluirse y sólo recibía a unos pocos amigos íntimos. Junto a ellos y su familia conformada por su esposa Jessie y sus tres hijos, Eduardo, José Luis y Jessie, pasó la última década.
Afectado por el Mal de Alzheimer falleció el sábado 21 de junio de 1997 a los 76 años de edad.